# End of Green
End of Green es una banda alemana de metal gótico procedente de Stuttgart.

## Historia
La banda fue fundada en Stuttgart, Alemania en el año 1992, cuando algunos miembros querían formar una banda de rock. Después de algunos demos y cambios en la formación, su música cambia a un estilo más original, depresiva y atmosférica y desde el año 1994 fueron tocando bajo el nombre "End of Green".
Ellos se consideran creadores del subgénero "Depressed Subcore Seasons" , este curioso término se debe a que su música es completamente sentimental, emocional y melancólica. En algunos discos se llega a escuchar un sonido bastante cercano a los subgéneros Doom Metal y Metal Gótico pero no en su totalidad.
Las líricas de End of Green durante toda su carrera siempre se han caracterizado por tener contenidos sobre el amor, la tristeza, la melancolía, la depresión y tragedias.. 
Después de un largo tiempo en 1996 sacan su álbum de debut llamado "Infinity" bajo el sello de la compañía discográfica Nuclear Blast. "Infinity" recibió muchas críticas positivas por los fanes, las estaciones de radio y la prensa dedicada al metal en Europa y debido a esto la banda se animó por seguir trabajando en un futuro disco.
Más tarde con tan solo contar con un álbum y separarse con Nuclear Blast, End of Green encuentra un nuevo hogar con la recién fundada compañía "Subzero records" y firma un nuevo álbum en 1998 llamado "Believe... My Friend" el cual contiene líricas muy bien escritas, consonancias maravillosas y con mucho poder y mucha más carisma como el álbum anterior. 
En 2002 estrenan nuevo disco llamado "Songs for a Dying World" y nuevo sello discográfico con el cual firman para 5 discos más. Trabajo tras trabajo se ha notado la evolución de su música desde elementos parecidos al Metal en "Infinity"  hasta las más depresivas y "rockeras" canciones en "Dead End Dreaming" y en sus 2 últimos discos llamados "The Sick's Sense" y "The Painstream"
Actualmente cuentan con ocho discos de larga duración y cinco sencillos y son sumamente conocidos en la escena del Rock Alemán y Europeo en general ya que se han presentado por prestigiosos festivales de música rock en ese continente como por ejemplo el Wacken Open Air y el Hellfest.

## Miembros
- Michelle Darkness - Voz / Guitarra acústica
- Michael Setzer - Guitarra
- Oliver Merkle - Guitarra
- Rainier Hampel - Bajo
- Matthias Siffermann  - Batería

## Discografía

### Larga duración
| Año  | Título                   | Formato |
| ---- | ------------------------ | ------- |
| 1996 | Infinity                 | LP      |
| 1998 | Believe... My Friend     | LP      |
| 2002 | Songs for a Dying World  | LP      |
| 2003 | Last Night on the Earth  | LP      |
| 2005 | Dead End Dreaming        | LP      |
| 2008 | The Sick's Sense         | LP      |
| 2010 | High Hopes in Low Places | LP      |
| 2010 | Gravedancer              | EP      |
| 2013 | The Painstream           | LP      |
| 2017 | Void Estate              | LP      |

## Singles
| Año  | Título        | Formato |
| ---- | ------------- | ------- |
| 1998 | Believe       | Single  |
| 2002 | Motor         | Single  |
| 2005 | Dead End Hero | Single  |
| 2008 | Kill Honey    | Single  |
| 2013 | Degeneration  | Single  |